# 1430
1430 (MCDXXX) je bilo navadno leto, ki se je po julijanskem koledarju začelo na nedeljo.

## Dogodki
- 1. januar

## Smrti
- 27. oktober - Vytautas Veliki, litvanski veliki knez (* 1350)
- Christine de Pizan, francoska pesnica in pisateljica (* 1364)